# Yviers
Yviers est une commune du Sud-Ouest de la France, située dans le département de la Charente (région Nouvelle-Aquitaine).
Ses habitants sont les Yviérois et les Yviéroises.

## Géographie

### Localisation et accès
Yviers est une commune du Sud Charente limitrophe de la Charente-Maritime et proche du département de la Dordogne, située à 3,5 km à l'ouest de Chalais et 44 km au sud d'Angoulême.
Le bourg d'Yviers est aussi à 7 km au sud-est de Brossac, 16 km au nord-est de Montguyon, 25 km au sud-est de Barbezieux, 27 km à l'ouest de Ribérac et 66 km au nord-est de Bordeaux.
Il n'est qu'à 3 km de la D 674, route d'Angoulême à Libourne qui passe à Chalais. La D 731, route de Chalais à Barbezieux et Cognac, passe en limite nord-est de la commune.
Le bourg est desservi par la D 134, qui traverse la commune d'est en ouest et va à Chalais. La D 20, route qui va de Chalais à Rioux-Martin et Boscamnant, passe en limite sud de commune. La D 191 passe en limite ouest de la commune, dans la forêt, et va de Brossac à Mélac près de Sauvignac.
La gare la plus proche est celle de Chalais, desservie par des TER à destination d'Angoulême et de Bordeaux.

### Hameaux et lieux-dits
L'habitat est assez dispersé, et de nombreuses fermes et hameaux sont disséminés sur la commune, principalement au pied de la forêt à l'ouest du bourg.
Parmi les hameaux les plus importants, on peut citer chez Parlant au sud, les Gorces et les Foucaudes au nord.

### Communes limitrophes
| Saint-Vallier                    | Bardenac     | Curac   |
| Sauvignac                        | Yviers       | Chalais |
| La Genétouze (Charente-Maritime) | Rioux-Martin |         |

### Géologie et relief
Commune d'une grande superficie, sa moitié occidentale est occupée par la forêt de la Double, composée principalement de pins maritimes. La moitié orientale est cultivée, principalement des céréales. Ces zones correspondent à des zones géologiques bien définies : calcaire crayeux du Campanien (Crétacé supérieur) à l'est, et à l'ouest, terrain accidenté composé de sable kaolinique, d'argiles et de galets, dépôts datant du Tertiaire,,.
Le bourg est à 60 m d'altitude, et le point culminant se trouve dans les hauteurs à l'ouest dans la forêt, chez Finet (147 m). Le point le plus bas est à 48 m, situé en limite sud le long de l'Argentonne près du Moulin de la Motte.

### Hydrographie

#### Réseau hydrographique

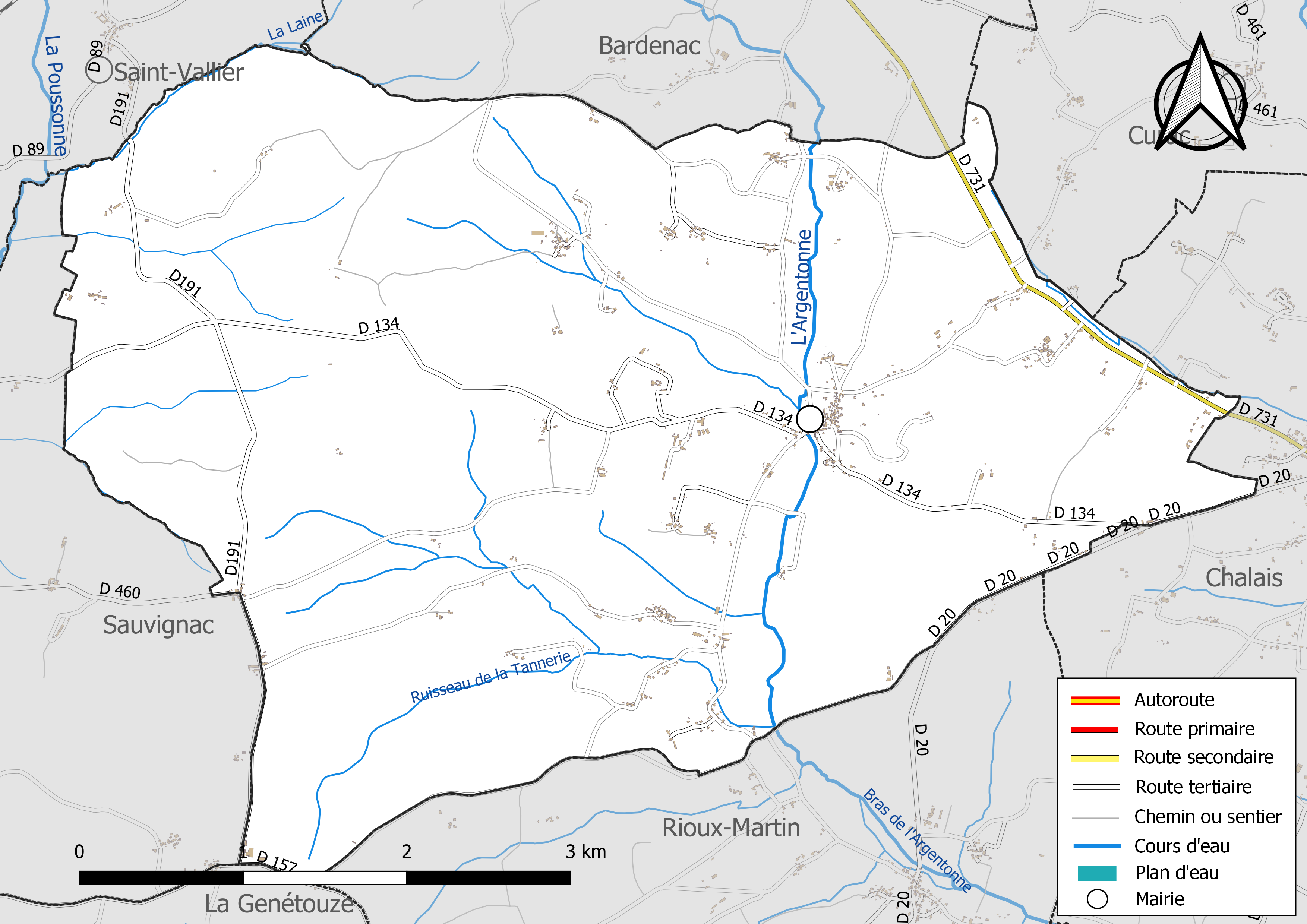
Réseaux hydrographique et routier d'Yviers.

La commune est située dans le bassin de la Dordogne au sein du Bassin Adour-Garonne. Elle est drainée par l'Argentonne, la Laine, le ruisseau de la Tannerie et par divers petits cours d'eau, qui constituent un réseau hydrographique de 21 km de longueur totale,.
Yviers est traversé du nord au sud par l'Argentonne, petit ruisseau qui descend de Bardenac, passe au bourg et se jette dans la Tude après avoir traversé Rioux-Martin et longé Chalais.
L'Argentonne reçoit de nombreux petits affluents sur sa rive droite, qui descendent de la forêt au sol argileux, comme le ruisseau de la Tannerie ou la Gourdine, ainsi qu'un petit affluent qui se jette au bourg.
À l'extrémité occidentale de la commune, naissent de petits ruisseaux intermittents descendant vers la Poussonne, affluent du Palais qui se jette dans le Lary. Le ruisseau de la Laine fait la limite nord-ouest.
Il y a aussi quelques petits étangs dans la forêt, et des sources comme le Font Rouil au nord, la Fontaine de l'Aiguillon, ...).

#### Gestion des eaux
Le territoire communal est couvert par le schéma d'aménagement et de gestion des eaux (SAGE) « Isle - Dronne ». Ce document de planification, dont le territoire regroupe les bassins versants de l'Isle et de la Dronne, d'une superficie de 7 500 km2, a été approuvé le 2 août 2021. La structure porteuse de l'élaboration et de la mise en œuvre est l'établissement public territorial de bassin de la Dordogne (EPIDOR). Il définit sur son territoire les objectifs généraux d’utilisation, de mise en valeur et de protection quantitative et qualitative des ressources en eau superficielle et souterraine, en respect des objectifs de qualité définis dans le troisième SDAGE  du Bassin Adour-Garonne qui couvre la période 2022-2027, approuvé le 10 mars 2022.

### Climat
Comme dans les trois quarts sud et ouest du département, le climat est océanique aquitain.

## Urbanisme

### Typologie
Au 1er janvier 2024, Yviers est catégorisée commune rurale à habitat dispersé, selon la nouvelle grille communale de densité à 7 niveaux définie par l'Insee en 2022.
Elle est située hors unité urbaine et hors attraction des villes,.

### Occupation des sols
L'occupation des sols de la commune, telle qu'elle ressort de la base de données européenne d’occupation biophysique des sols Corine Land Cover (CLC), est marquée par l'importance des territoires agricoles (55,1 % en 2018), en diminution par rapport à 1990 (56,4 %). La répartition détaillée en 2018 est la suivante : 
forêts (37 %), zones agricoles hétérogènes (32,2 %), terres arables (22,7 %), milieux à végétation arbustive et/ou herbacée (6,6 %), zones urbanisées (1,3 %), prairies (0,2 %). L'évolution de l’occupation des sols de la commune et de ses infrastructures peut être observée sur les différentes représentations cartographiques du territoire : la carte de Cassini (XVIIIe siècle), la carte d'état-major (1820-1866) et les cartes ou photos aériennes de l'IGN pour la période actuelle (1950 à aujourd'hui).

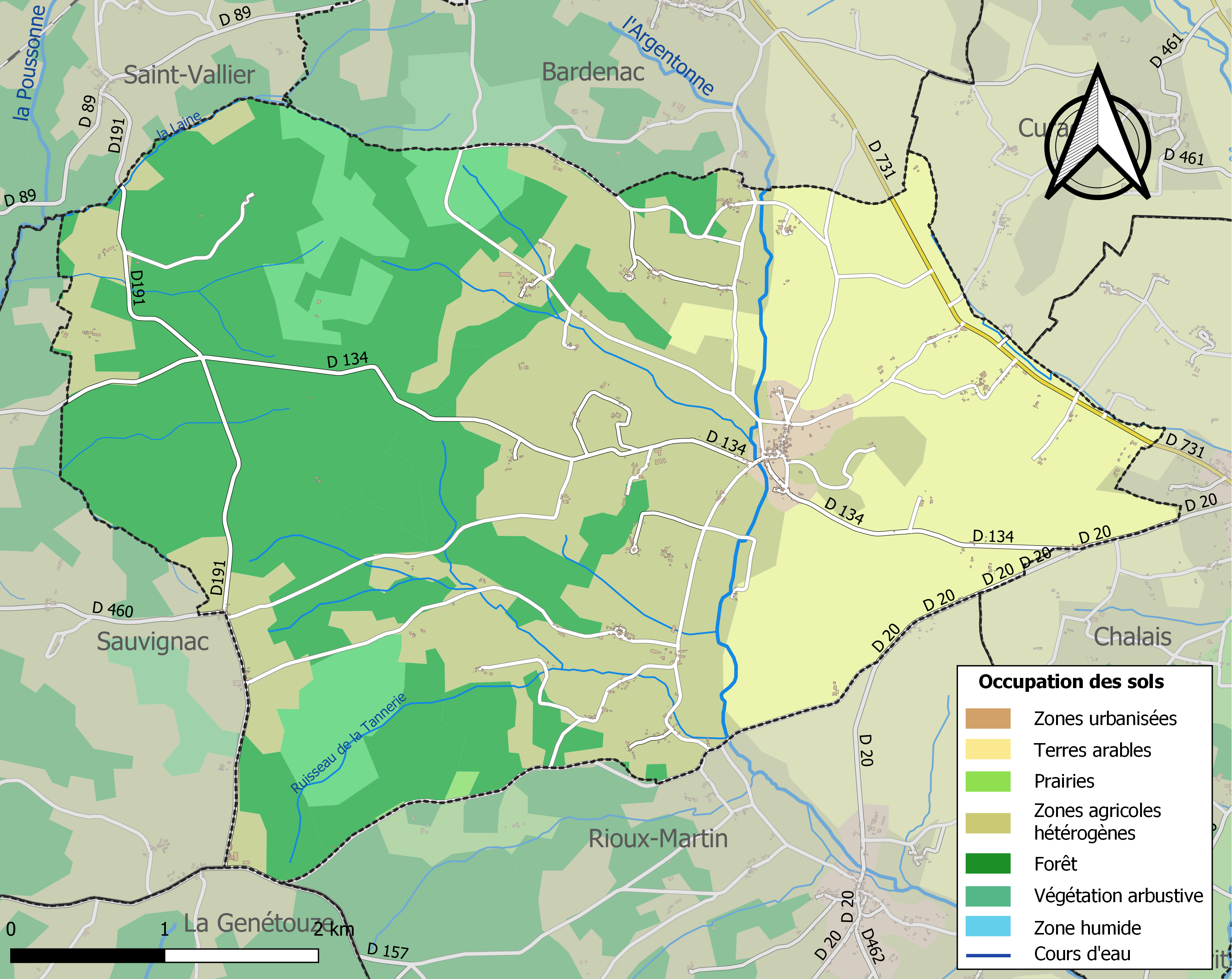
Carte des infrastructures et de l'occupation des sols de la commune en 2018 (CLC).

### Risques majeurs
Le territoire de la commune d'Yviers est vulnérable à différents aléas naturels : météorologiques (tempête, orage, neige, grand froid, canicule ou sécheresse), feux de forêts et séisme (sismicité faible). Il est également exposé à un risque technologique,  le transport de matières dangereuses. Un site publié par le BRGM permet d'évaluer simplement et rapidement les risques d'un bien localisé soit par son adresse soit par le numéro de sa parcelle.

#### Risques naturels
Yviers est exposée au risque de feu de forêt. Un plan départemental de protection des forêts contre les incendies (PDPFCI) a été élaboré pour la période 2017-2026, faisant suite à un plan 2007-2016. Les mesures individuelles de prévention contre les incendies sont précisées par divers arrêtés préfectoraux et s’appliquent dans les zones exposées aux incendies de forêt et à moins de 200 mètres de celles-ci. L’arrêté du 3 mai 2016 règlemente l'emploi du feu en interdisant notamment d’apporter du feu, de fumer et de jeter des mégots de cigarette dans les espaces sensibles et sur les voies qui les traversent sous peine de sanctions. L'arrêté du 27 décembre 2019 rend le débroussaillement obligatoire, incombant au propriétaire ou ayant droit,,,.

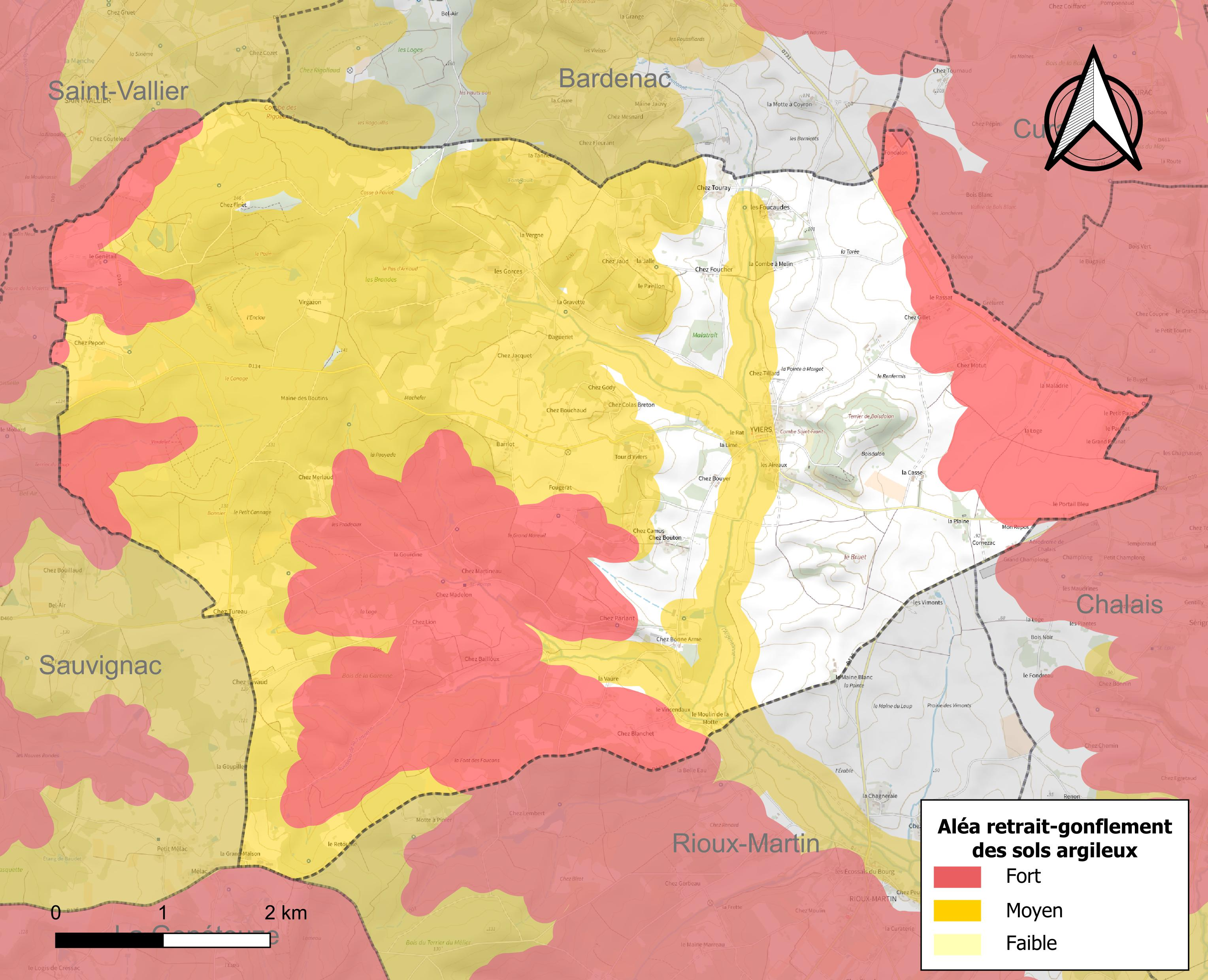
Carte des zones d'aléa retrait-gonflement des sols argileux d'Yviers.

Le retrait-gonflement des sols argileux est susceptible d'engendrer des dommages importants aux bâtiments en cas d’alternance de périodes de sécheresse et de pluie. 79,1 % de la superficie communale est en aléa moyen ou fort (67,4 % au niveau départemental et 48,5 % au niveau national). Sur les 294 bâtiments dénombrés sur la commune en 2019,  215 sont en aléa moyen ou fort, soit 73 %, à comparer aux 81 % au niveau départemental et 54 % au niveau national. Une cartographie de l'exposition du territoire national au retrait gonflement des sols argileux est disponible sur le site du BRGM,.
Par ailleurs, afin de mieux appréhender le risque d’affaissement de terrain, l'inventaire national des cavités souterraines permet de localiser celles situées sur la commune.
La commune a été reconnue en état de catastrophe naturelle au titre des dommages causés par les inondations et coulées de boue survenues en 1982, 1983, 1986, 1988, 1999, 2009 et 2012. Concernant les mouvements de terrains, la commune a été reconnue en état de catastrophe naturelle au titre des dommages causés par des mouvements de terrain en 1999.

#### Risques technologiques
Le risque de transport de matières dangereuses sur la commune est lié à sa traversée par une ou des infrastructures routières ou ferroviaires importantes ou la présence d'une canalisation de transport d'hydrocarbures. Un accident se produisant sur de telles infrastructures est susceptible d’avoir des effets graves sur les biens, les personnes ou l'environnement, selon la nature du matériau transporté. Des dispositions d’urbanisme peuvent être préconisées en conséquence.

## Toponymie
Les formes anciennes sont Iverio en 1083-1098, Vier en 1109, Yverio en 1100.
Selon Talbert, l'origine du nom d'Yviers remonterait à un nom de personne gallo-romain Iberius, dérivant du nom du peuple des Ibères, ce qui correspondrait à Iberius [fundus], « domaine d'Ibérius ». A.Dauzat, quant à lui, préfère une origine germanique de ce nom : Ew-hari.
Le "s" final a été ajouté plus tardivement, probablement bien après la guerre de Cent Ans lors de la francisation du nom.
La commune a été créée Yviers en 1793 du nom de la paroisse.

## Histoire
Des vestiges antiques témoignent d'une ancienneté de l'occupation, en particulier des objets de l'époque romaine (céramique sigillée, tegulae, colonne de marbre, pointes d'amphores), à la combe de Saint-Front en dessous de Chez Camus, et aux Justices, autour du bourg, indiquant de probables emplacements de villas. Dans un puits fouillé en 1872, on a aussi retrouvé 17 urnes rangées debout, au milieu de faïence plus grossière et fragments de tegulae.
Au Moyen Âge, le diocèse de la paroisse d'Yviers était celui de Saintes, la Tude faisant la limite avec celui de Périgueux.
Le logis de la Tour était le siège de la principale seigneurie de la paroisse. Au XVIe siècle, elle avait été acquises des Talleyrand par Bertrand de La Tour. En 1590, le fils de Bertrand, François, épousa la fille unique de Montaigne. De ce mariage vint une fille, aussi unique, qui porta en dot La Tour d'Yviers à son époux, Honoré de Lur-Saluces, comte d'Uza et vicomte d'Aureilhan, dans les Landes, gentilhomme ordinaire de la Chambre du roi et gouverneur de Bayonne. Plus tard, la seigneurie de la Tour fut rachetée par les Talleyrand et réunie à leur château de Chalais.
Dans la même paroisse, le logis de Fougerat appartenait à la famille de Brémond d'Ars.
La commune comportait aussi de nombreux moulins à eau, comme ceux de Touche Corde et de la Motte, et un moulin à vent (moulin de Vigent, point géodésique).
Aux XIXe et XXe siècles, Yviers fournissait de la marne en grande quantité pour amender les terrains acides de la Double.
Pendant la première moitié du XXe siècle, une partie de la commune était traversée par la petite ligne ferroviaire d'intérêt local à voie métrique des Chemins de fer économiques des Charentes allant de Barbezieux à Chalais par Brossac appelée le Petit Mairat.

## Administration

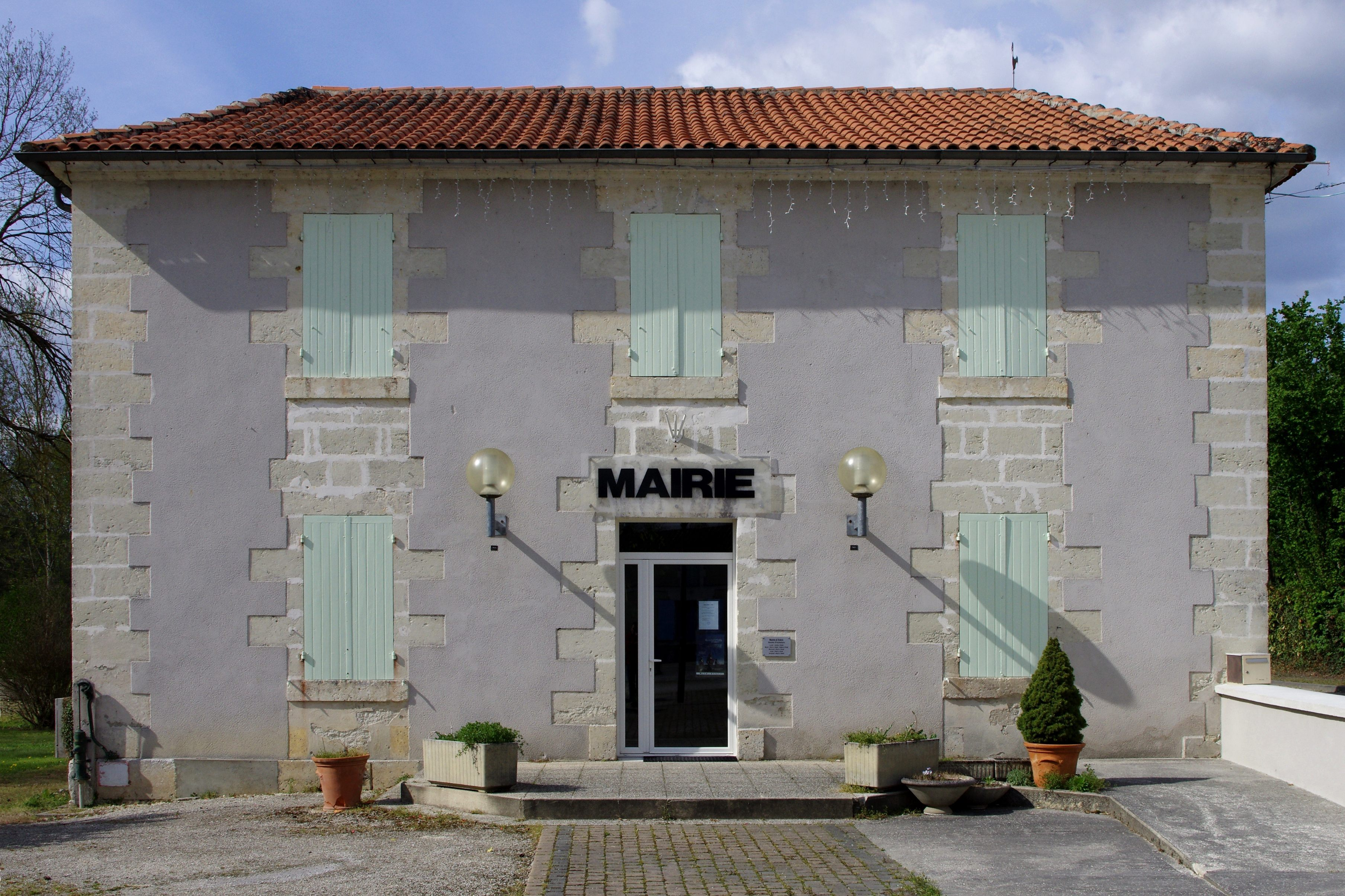
La mairie.

| Période                                  | Période  | Identité            | Étiquette | Qualité                   |
| ---------------------------------------- | -------- | ------------------- | --------- | ------------------------- |
| Les données manquantes sont à compléter. |          |                     |           |                           |
| depuis 2001                              | 2020     | Jean-Claude Lafaye  | SE        | Retraité de l'agriculture |
| 2020                                     | En cours | Vincent Guglielmini |           |                           |

## Démographie

### Évolution démographique
L'évolution du nombre d'habitants est connue à travers les recensements de la population effectués dans la commune depuis 1793. Pour les communes de moins de 10 000 habitants, une enquête de recensement portant sur toute la population est réalisée tous les cinq ans, les populations de référence des années intermédiaires étant quant à elles estimées par interpolation ou extrapolation. Pour la commune, le premier recensement exhaustif entrant dans le cadre du nouveau dispositif a été réalisé en 2005.

En 2022, la commune comptait 536 habitants, en évolution de +4,89 % par rapport à 2016 (Charente : −0,48 %, France hors Mayotte : +2,11 %).
| 1793  | 1800 | 1806 | 1821  | 1831  | 1841  | 1846  | 1851  | 1856  |
| ----- | ---- | ---- | ----- | ----- | ----- | ----- | ----- | ----- |
| 1 031 | 735  | 849  | 1 207 | 1 051 | 1 154 | 1 182 | 1 156 | 1 138 |

| 1861  | 1866  | 1872  | 1876 | 1881 | 1886 | 1891 | 1896 | 1901 |
| ----- | ----- | ----- | ---- | ---- | ---- | ---- | ---- | ---- |
| 1 175 | 1 145 | 1 030 | 984  | 956  | 979  | 892  | 888  | 811  |

| 1906 | 1911 | 1921 | 1926 | 1931 | 1936 | 1946 | 1954 | 1962 |
| ---- | ---- | ---- | ---- | ---- | ---- | ---- | ---- | ---- |
| 826  | 787  | 692  | 660  | 608  | 618  | 548  | 530  | 493  |

| 1968 | 1975 | 1982 | 1990 | 1999 | 2005 | 2006 | 2010 | 2015 |
| ---- | ---- | ---- | ---- | ---- | ---- | ---- | ---- | ---- |
| 428  | 415  | 516  | 503  | 468  | 487  | 491  | 516  | 507  |

| 2020 | 2022 | - | - | - | - | - | - | - |
| ---- | ---- | - | - | - | - | - | - | - |
| 533  | 536  | - | - | - | - | - | - | - |

### Pyramide des âges
La population de la commune est relativement âgée.
En 2018, le taux de personnes d'un âge inférieur à 30 ans s'élève à 27,9 %, soit en dessous de la moyenne départementale (30,2 %). À l'inverse, le taux de personnes d'âge supérieur à 60 ans est de 34,1 % la même année, alors qu'il est de 32,3 % au niveau départemental.
En 2018, la commune comptait 261 hommes pour 257 femmes, soit un taux de 50,39 % d'hommes, légèrement supérieur au taux départemental (48,41 %).
Les pyramides des âges de la commune et du département s'établissent comme suit.
| Hommes | Classe d’âge | Femmes |
| ------ | ------------ | ------ |
| 0,4    | 90 ou +      | 1,9    |
| 10,1   | 75-89 ans    | 10,6   |
| 21,6   | 60-74 ans    | 23,8   |
| 22,0   | 45-59 ans    | 21,1   |
| 17,6   | 30-44 ans    | 15,1   |
| 12,7   | 15-29 ans    | 14,4   |
| 15,6   | 0-14 ans     | 13,2   |

| Hommes | Classe d’âge | Femmes |
| ------ | ------------ | ------ |
| 1      | 90 ou +      | 2,7    |
| 9,2    | 75-89 ans    | 12     |
| 20,6   | 60-74 ans    | 21,3   |
| 20,7   | 45-59 ans    | 20,3   |
| 16,8   | 30-44 ans    | 16     |
| 15,6   | 15-29 ans    | 13,4   |
| 16,1   | 0-14 ans     | 14,3   |

## Économie

### Agriculture
La viticulture occupe une petite partie de l'activité agricole. La commune est située dans les Bons Bois, dans la zone d'appellation d'origine contrôlée du cognac.

## Équipements, services et vie locale

### Enseignement
L'école publique est un RPI entre Bardenac et Yviers. Yviers accueille l'école primaire, et Bardenac l'école élémentaire. L'école communale possède une classe de maternelle et une classe d'élémentaire. Le secteur du collège est Chalais.

## Lieux et monuments

### Patrimoine religieux

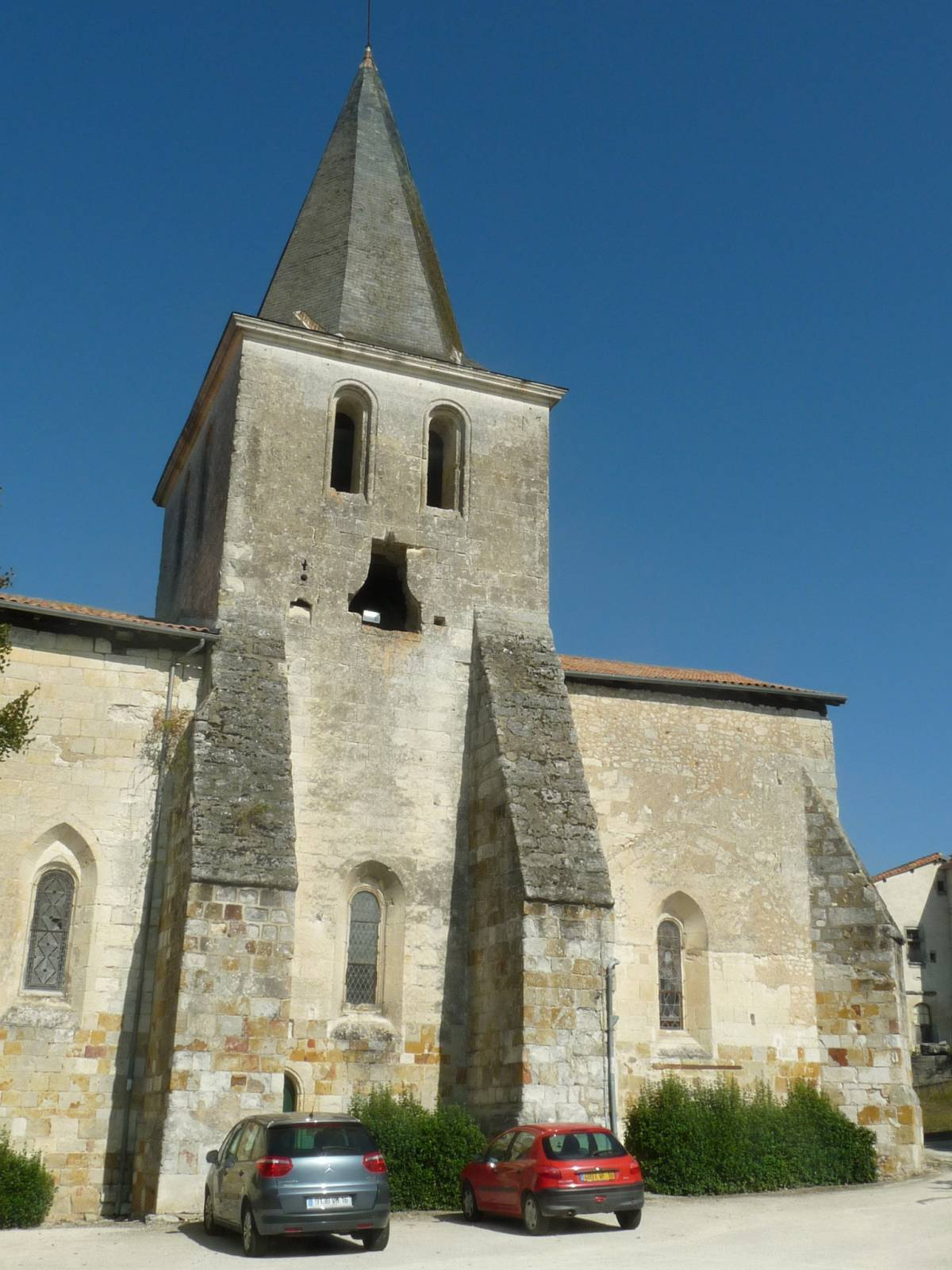
Le clocher.

L'église paroissiale Notre-Dame est romane et date du XIIe siècle, mais seule en reste la muraille nord car elle a été remaniée au XIVe siècle. Cependant elle a gardé son aspect monumental et son portail est orné de fines sculptures Renaissance.

### Patrimoine civil
Le logis de la Tour, ou la Tour d'Yviers, est une demeure imposante située à l'ouest du bourg. Elle a appartenu aux Talleyrand-Périgord, mais aussi à Bertrand de La Tour au XVIe siècle, date de sa reconstruction.

La Tour
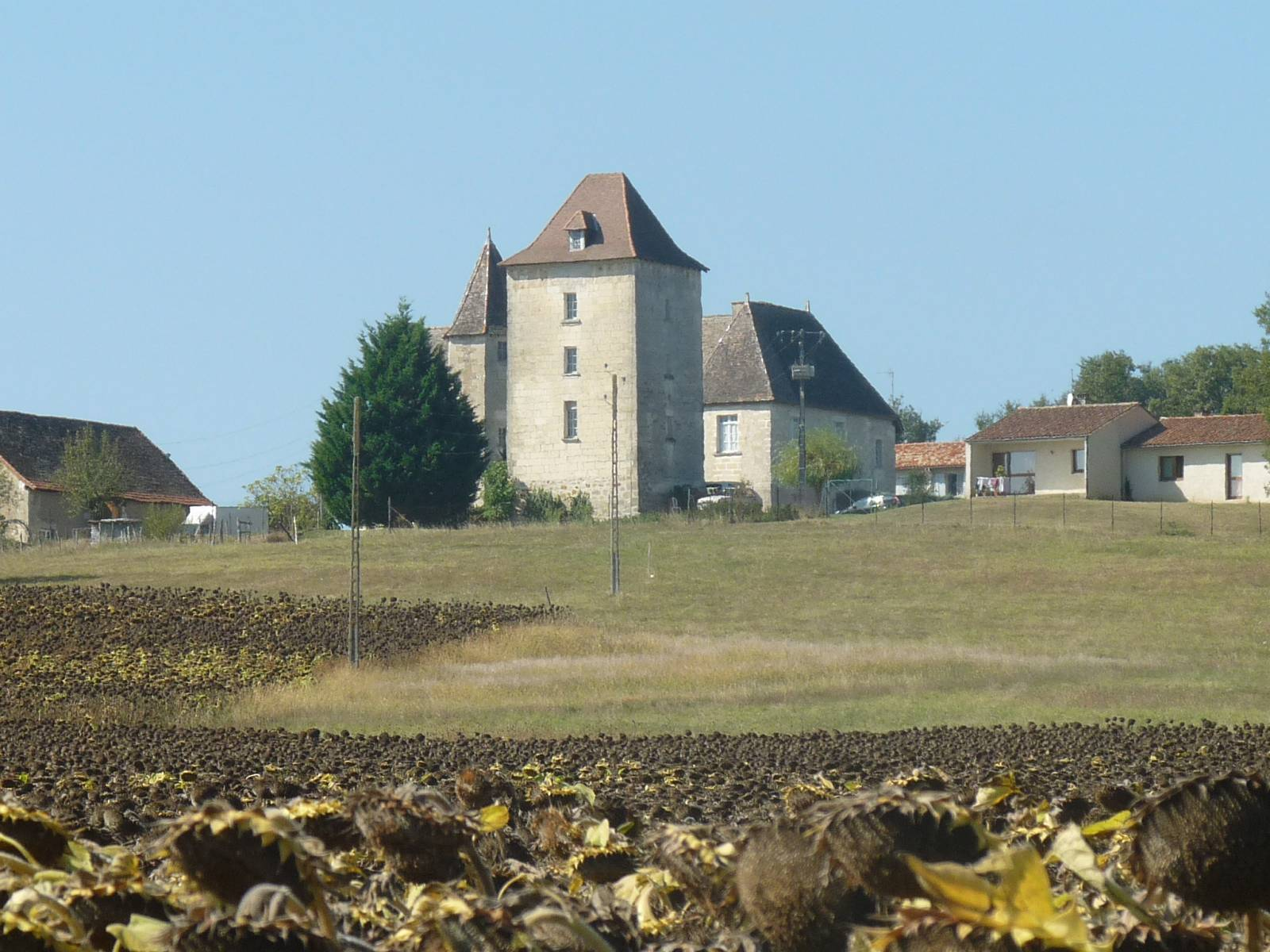
Vue depuis le bourg.
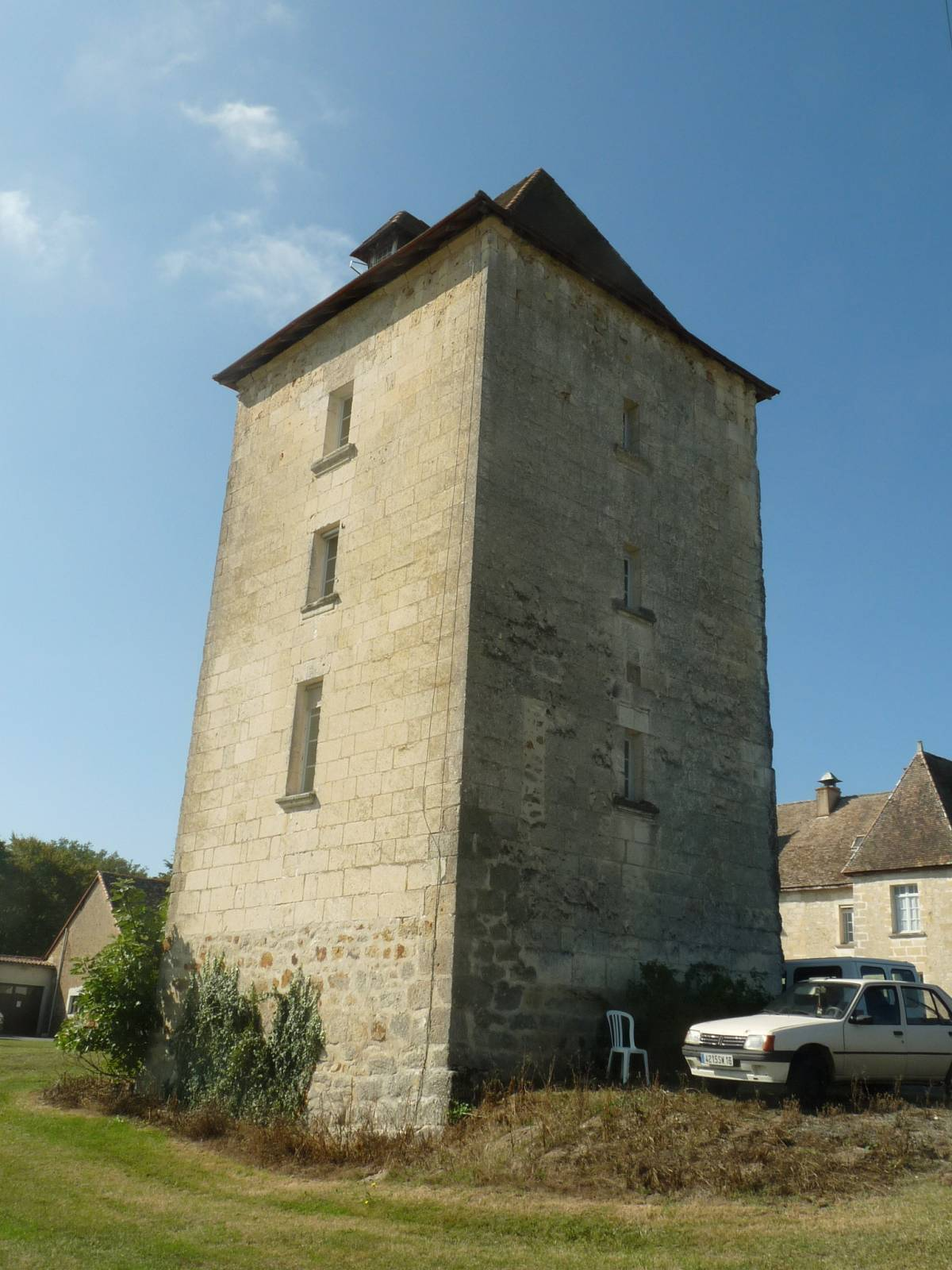
La Tour.
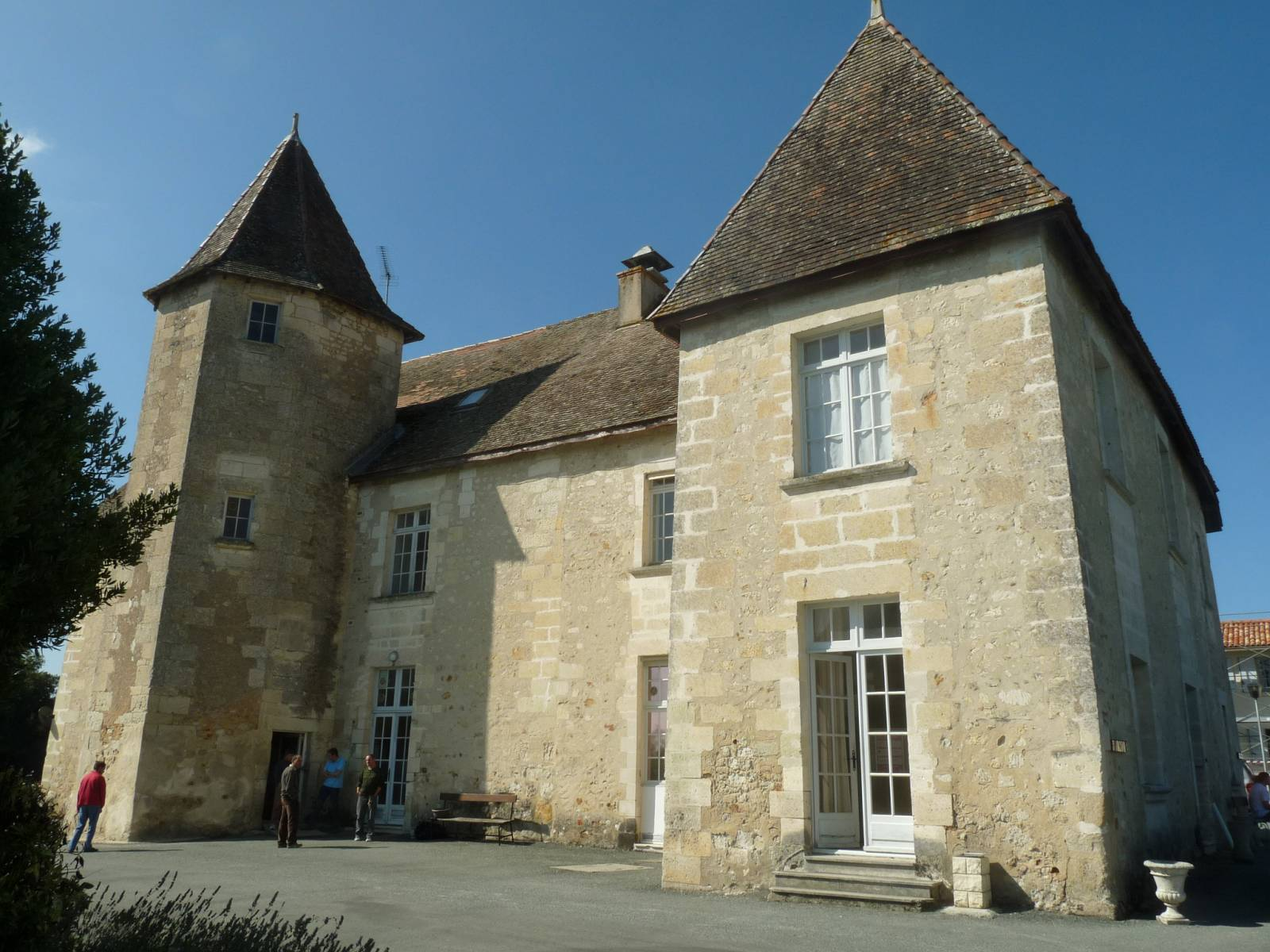
Le logis.